# Mars, Gard
Mars är en kommun i departementet Gard i regionen Occitanien i södra Frankrike. Kommunen ligger i kantonen Le Vigan som tillhör arrondissementet Le Vigan. År 2018 hade Mars 171 invånare.

## Befolkningsutveckling
Antalet invånare i kommunen Mars
Referens:INSEE